# Южная ТЭЦ
Южная ТЭЦ (ТЭЦ-22) — предприятие энергетики Санкт-Петербурга, входящее в филиал «Невский» ПАО «ТГК-1». Является самой мощной среди петербургских электростанций. Установленная электрическая мощность — 1207 МВт, установленная тепловая мощность — 2 353 Гкал/ч. Выработка электроэнергии — 4 581,39 млн кВт·ч, выработка тепловой энергии — 4 133,9 тыс. Гкал.
Обеспечивает тепловой и электрической энергией промышленные предприятия, жилые и общественные здания южной части города: левобережье Невского района, а также Фрунзенский, Колпинский, Пушкинский и Московский районы, а также перспективные зоны Купчино и Рыбацкое. В непосредственной близости находятся потребители метрополитена: электродепо «Южное» и станция метро «Шушары», а всего в зоне обслуживания станции находятся более 900 тыс. человек, что делает Южную ТЭЦ второй в городе по этому показателю после Автовской ТЭЦ.
Теплоэлектроцентраль расположена по адресу: Софийская улица, дом 96.

## История
Южная ТЭЦ-22 пущена в эксплуатацию 8 февраля 1978 года. Установленная электрическая мощность — 1207,0 МВт, тепловая мощность — 2353,0 Гкал/ч. Это самая крупная электростанция из 52, входящих в структуру ПАО «ТГК-1».
Строительство начато в 1974; проектная электрическая мощность 1 ГВт. Отпуск тепла потребителям осуществляется с декабря 1977 года. В 1980-87 гг. введены в строй последовательно 3 энергоблока с теплофикационными турбинами мощностью по 250 МВт; суммарная установленная электрическая мощность 750 МВт, тепловая — 1440 Гкал/ч. Основным топливом для энергетических котлов служит газ, резервным — мазут. Газопотребление составляет 160 тыс. м³/ч.
На ТЭЦ ведутся работы по внедрению технологического способа, предотвращающего выбросы окислов азота в атмосферу. Технологическое водоснабжение выполнено по оборотной схеме с локальными очистными сооружениями без выпуска сточных вод в открытые водоёмы. Удачное расположение станции на южной окраине города и последовательное наращивание тепловой мощности обеспечивают развитие и строительство Фрунзенского, Московского и Невского районов Санкт-Петербурга.
На станции внедрена автоматизированная система управления технологическими процессами.

## Техническое перевооружение и модернизация
С 2007 по 2011 годы реализован проект строительства нового энергоблока.
Он предусматривал установку парогазового энергоблока (две газовые турбины ГТЭ-160 и паровая турбина Т-125/150) электрической мощностью 425 МВт и тепловой 290 Гкал/ч.
Основное оборудование было изготовлено энергомашиностроительными заводами — ОАО «Силовые машины» и ОАО «Подольский завод».
В феврале 2011 года Владимир Путин посетил ТЭЦ-22 для проведения совещания. В этот приезд премьер посетил и новый энергоблок. Глава ТГК-1 Борис Вайнзихер пообещал, что 1 апреля 2011 года блок будет отдан в эксплуатацию.
1 января 2011 года Южная ТЭЦ получила сертификат Системы экологического менеджмента (СЭМ) в соответствии с требованиями стандарта ISO 14001:2004.
8 апреля 2011 года новый блок Южной ТЭЦ был принят в коммерческую эксплуатацию. Он оснащён дымовой трубой, высотой 120 метров. У главного корпуса расположена железобетонная труба, которая имеет высоту 180 метров, являясь одной из самых высоких в Санкт-Петербурге. Также на ТЭЦ имеются три 80-метровые градирни, третью из которых построили в 2010 году.

## Фотографии

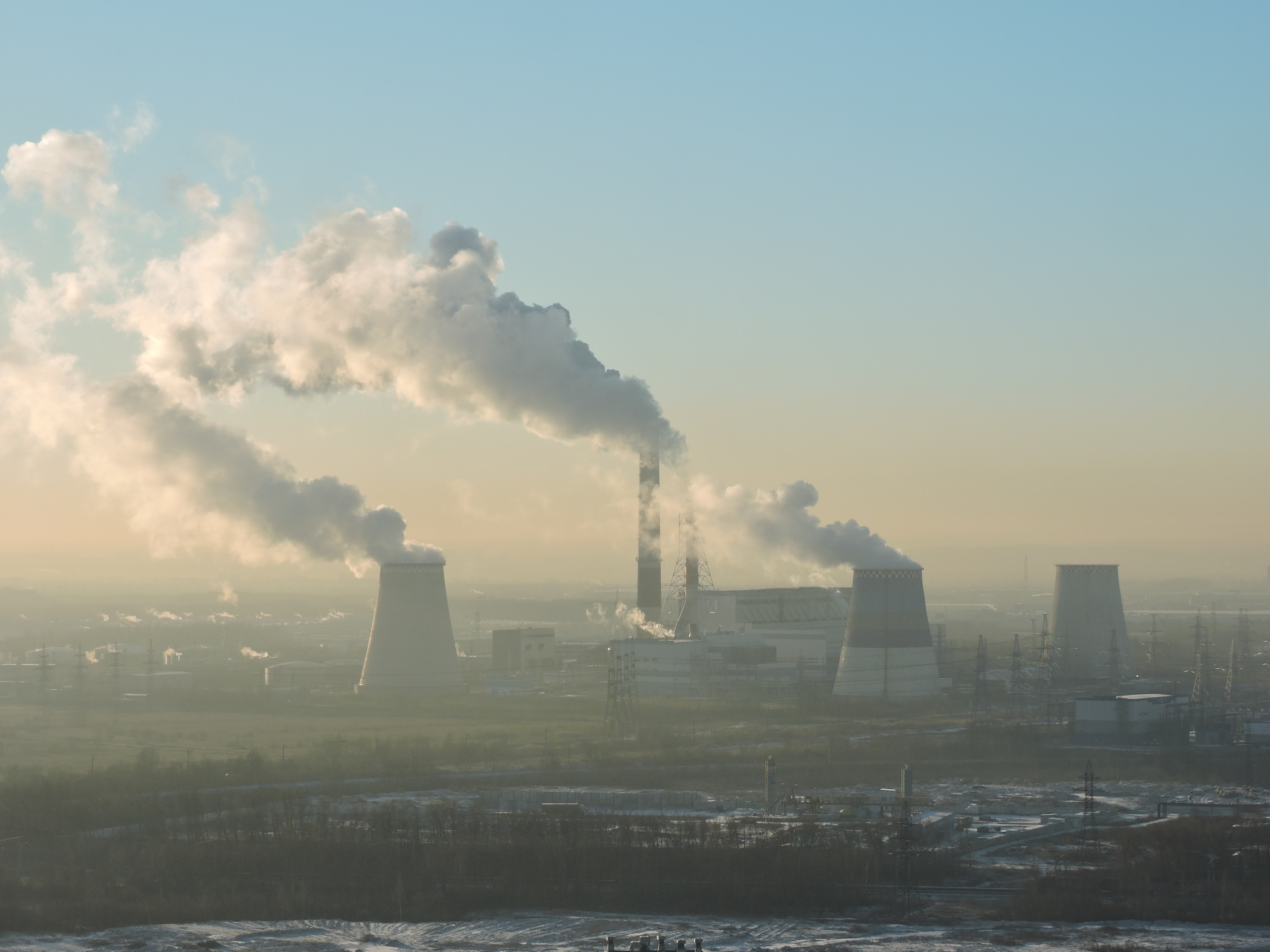
Вид на Южную ТЭЦ с 35-го этажа ЖК КАН с расстояния около 3 км
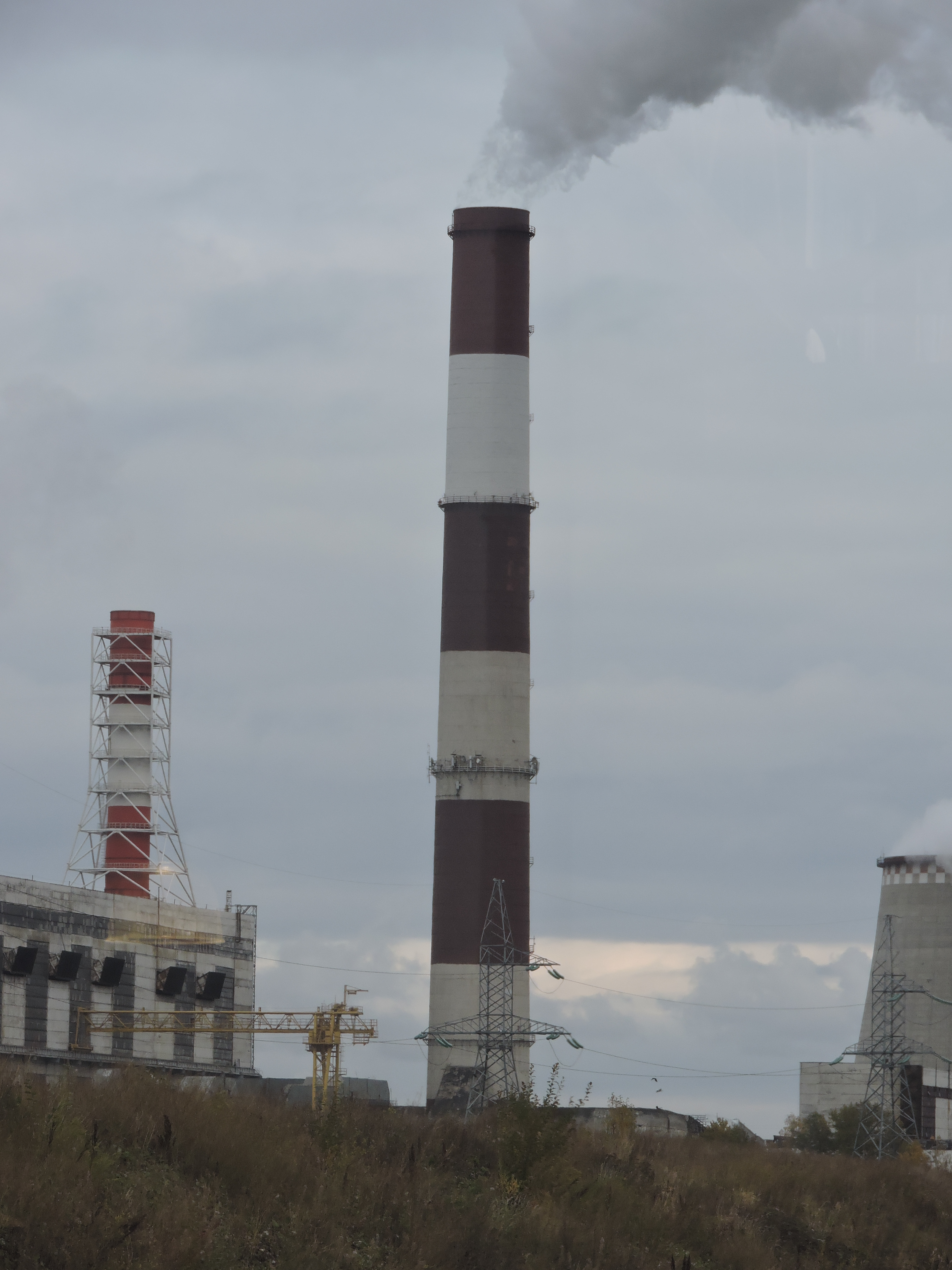
Слева — стальная каркасная парогазового блока. Её высота составляет 125 метров, а диаметр — 8,2 метра. В центре — железобетонная труба главного корпуса. Высота — 180 метров, диаметр — 12 метров. Справа видна часть 80-метровой градирни
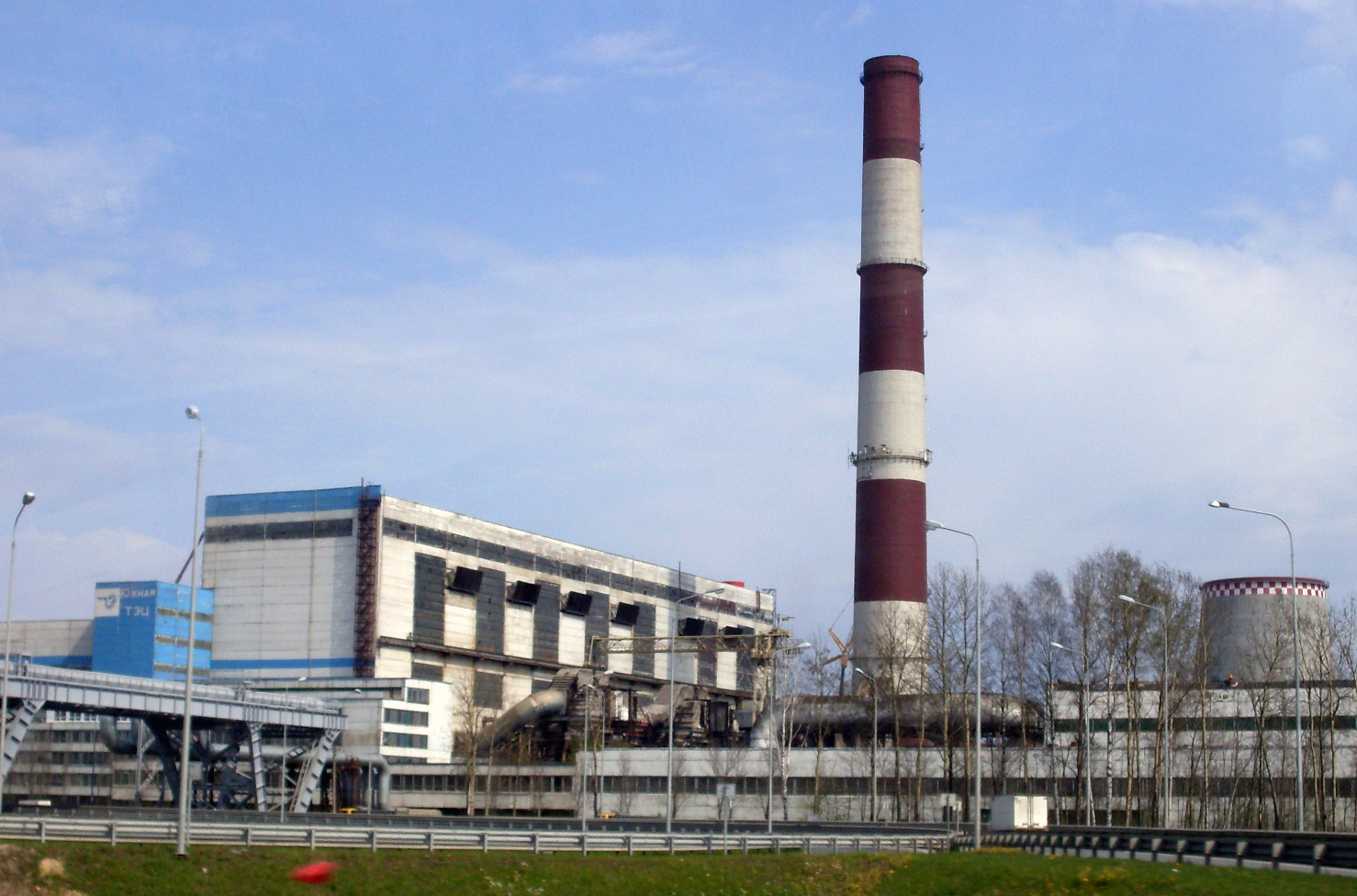
Южная ТЭЦ